# سكوت هاملتون (متزلج فني)
سكوت هاميلتون (بالإنجليزية: Scott Hamilton) (و. 1958  م) هو متزلج فني أمريكي، ولد في بولينغ غرين، شارك في الألعاب الأولمبية الشتوية 1984، والألعاب الأولمبية الشتوية 1980.

## التعليم
تعلم في جامعة بولينغ غرين ستيت.

## وصلات خارجية
- سكوت هاميلتون على موقع IMDb (الإنجليزية)
- سكوت هاميلتون على موقع الموسوعة البريطانية (الإنجليزية)
- سكوت هاميلتون على موقع إن إن دي بي (الإنجليزية)
- سكوت هاميلتون على موقع قاعدة بيانات الفيلم (الإنجليزية)
- سكوت هاميلتون على موقع اللجنة الأولمبية الدولية (الإنجليزية)
- سكوت هاميلتون على موقع أوليمبيديا (الإنجليزية)

- سكوت هاملتون في قاعدة بيانات الأفلام على الإنترنت
- سكوت هاملتون  على موقع SportsReference  - سبورتس رفرنس